# Zhao Dan
Pour l’article homonyme, voir Zhao Dan (skeleton) pour la skeletoneuse chinoise.
Zhao Dan (赵丹, 27 juin 1915 – 10 octobre 1980) est un acteur de l'âge d'or du cinéma chinois.

## Biographie
Zhao devient célèbre pour ses rôles chez la société cinématographique Mingxing dans les années 1930 comme celui aux côtés de Zhou Xuan dans Les Anges du boulevard. Après la seconde guerre sino-japonaise, Zhao commence une collaboration créative avec Zheng Junli dans des films comme Corbeaux et Moineaux en 1948.
Zhao reste en Chine continentale après la victoire communiste de 1949 et continue de travailler sur des films durant les années 1950 et 1960, notamment sur des biographies de Nie Er, Lin Zexu (toutes deux réalisées par Zheng Junli) et Li Shizhen.
Zhao rejoint le Parti communiste chinois en 1957. Durant la révolution culturelle, il est persécuté et emprisonné pendant 5 ans. Il meurt d'un cancer du pancréas à Pékin en 1980.
Il épouse Ye Luqian en 1936. Lorsqu'il est arrêté par Sheng Shicai au Xinjiang en 1939, la rumeur de sa mort se répand. Ye se remarie donc avec le dramaturge Du Xuan. Après la guerre, il est libéré et retourne à Shanghai. Il épouse plus tard Huang Zongying avec qui il reste mariée jusqu'à sa mort.

## Filmographie non exhaustive

### Comme acteur
| Année | Titre français                 | Titre chinois  | Réalisateur      | Rôle          |
| ----- | ------------------------------ | -------------- | ---------------- | ------------- |
| 1933  | Vingt-quatre heures à Shanghai | 上海二十四小时 | Shen Xiling (en) |               |
| 1937  | Les Anges du boulevard         | 马路天使       | Yuan Muzhi       | Xiao Chen     |
| 1937  | Routes croisées                | 十字街头       | Shen Xiling      | Zhao          |
| 1947  | Amour lointain                 | 遙遠的愛       | Chen Liting      | Xiao Yuanxi   |
| 1947  | Rhapsodie du bonheur (en)'     | 幸福狂想曲     | Chen Liting      |               |
| 1949  | Corbeaux et Moineaux           | 烏鴉与麻雀     | Zheng Junli      |               |
| 1949  | Trois Destinées                | 丽人行         | Chen Liting      | Zhang Yuliang |
| 1950  | La Vie de Wu Xun (en)'         | 武训传         | Sun Yu           | Wu Xun (en)   |
| 1951  | Le Couple marié                | 我们夫妇之间   | Zheng Junli      |               |
| 1956  | Li Shizhen                     | 李时珍         | Shen Fu          | Li Shizhen    |
| 1958  | Guerre au trafic d'opium       | 林则徐         | Zheng Junli      | Lin Zexu      |
| 1959  | Nie Er (en)                    | 聂耳           | Zheng Junli      | Nie Er        |

### Comme réalisateur
| Année | Titre français          | Titre chinois | Notes                                        |
| ----- | ----------------------- | ------------- | -------------------------------------------- |
| 1947  | Le renouveau de la robe | 衣锦荣归      |                                              |
| 1953  | Bénissez les enfants    | 为孩子们祝福  |                                              |
| 1964  | Un Arbre toujours vert  | 青山恋        | Aussi appelé Les Précieuses montagnes vertes |